# Gelánthi
Gelánthi är en ort i Grekland.   Den ligger i prefekturen Nomós Kardhítsas och regionen Thessalien, i den centrala delen av landet, 240 km nordväst om huvudstaden Aten. Gelánthi ligger 152 meter över havet och antalet invånare är 667.
Terrängen runt Gelánthi är platt åt nordost, men åt sydväst är den kuperad. Runt Gelánthi är det ganska glesbefolkat, med 23 invånare per kvadratkilometer. Närmaste större samhälle är Trikala, 13,9 km norr om Gelánthi. I omgivningarna runt Gelánthi växer i huvudsak blandskog.